# Bernadette Ní Ghallchóir
Bernadette Ní Ghallchóir (nacida en 1947 o 1948) es una presentadora de televisión irlandesa reconocida en la época de los setenta y ochenta por la Radiodifusión pública de Irlanda, RTÉ.
Ní Ghallchóir presentó el programa en irlandés Buntús Cainte en la década de 1960. 
Es probablemente recordada gracias a su participación en el Festival de la Canción de Eurovisión 1971, conduciendo el festival que se llevó a cabo el 3 de abril de 1971, teatro de la alegría, en la ciudad de Dublín. Continuó involucrada en Eurovisión cuando en 1973 fue anfitriona del Concurso Nacional de la Canción.

En la década de 1980, se retiró de la televisión y comenzó una carrera como escultora. Está casada con Seán Ó hUigínn, ex embajador de Irlanda en los Estados Unidos.